# ハヴァル・大狗
大狗（Dagou）は、長城汽車が展開するブランド「Haval」が販売するクロスオーバーSUVである。

## 概要
2020年7月に行われた成都モーターショーにて初公開。大狗は「大きな犬」という意味で、英語では「Big Dog」と直訳される。
ボディサイズは全長4,620mm、ホイールベースは2,738mm、最低地上高は200mmで、プラットフォームはH6や初恋にも用いられるレモンプラットフォームを採用している。元ランドローバーデザイナーのフィル・シモンズによってデザインされたエクステリアは、丸形のヘッドライト、L字型のテールランプ、黒いホイールアーチなどが特徴的である。
パワートレインは1.5L直列4気筒ガソリンターボエンジンと2.0L直列4気筒ガソリンターボエンジンで7速DCTを組み合わせる。駆動方式は1.5LモデルはFFのみ、2.0Lモデルは4WDが設定される。